# Колоссова
Ко́лоссова, ранее Ко́лосова(эст. Kolossova) — деревня в волости Сетомаа уезда Вырумаа, Эстония. Исторически относится к нулку Тсятски.
До административной реформы местных самоуправлений Эстонии 2017 года входила в состав волости Вярска уезда Пылвамаа.

## География и описание
Расположена в 3 км от эстонско-российской границы, в 41 км к востоку от уездного центра — города Выру и в 10 км к юго-востоку от волостного центра — посёлка Вярска. Высота над уровнем моря — 60 м. Восточную границу деревни обозначает река Пиуза. Через деревню проходит дорога Матсури—Сесники.
Климат переходный от морского к континентальному. Официальный язык — эстонский. Почтовый индекс — 64006.

## Население
По данным переписи населения 2021 года, в Колоссова насчитывалось 6 жителей, из них 5 (83,3 %) — эстонцы.
По данным переписи населения 2011 года, в деревне проживали 6 человек, все — эстонцы (сету в перечне национальностей выделены не были).
Численность населения деревни Колоссова по данным переписей населения:
| Год  | 1959 | 1970 | 2000 | 2011 | 2021 |
| ---- | ---- | ---- | ---- | ---- | ---- |
| Чел. | 31   | ↘ 13 | ↘ 8  | ↘ 6  | → 6  |

## История
В письменных источниках 1780 года упоминается Колосовки, примерно 1790 года — Каласовка, 1882 года — Колосовка, 1903 года — Kolosowa, 1904 года — Kolossova, Колосо́вка, 1920 года — Kolosovka, 1923 года — Golosovo.
На военно-топографических картах Российской империи (1866—1867 годы), в состав которой входила Лифляндская губерния, деревня обозначена как Колосова.
В XVIII веке деревня принадлежала церкви Вярска, в XIX веке относилась к общине Городище.
В 1977—1997 годах Колосова была частью деревни Корела. Южная часть деревни Колосова — это бывшая деревня Сяпиня (эст. Säpinä), объединённая с Корела в 1977 году и входящая в границы Колосова с 1997 года. Как деревня, Сяпиня впервые упоминается в 1780 году в церковной книге прихода Вярска под названием Щепихина; в источниках примерно 1790 года она упомянута как Шапикова, примерно 1866 года — Сопегина, 1882 года — Щапихино, 1903 года — Säbinä, 1904 года Säpinä, Tsätski Säpinä, Щапи́хино, 1920 года — Säpina, 1923 года — Stsepihino.

## Достопримечательности
В Колоссова находится священное место сету под названием Божья гора (Гора Богов, эст. Jumalamägi). По преданию, в этом месте Бог увозит на небеса души в своей колеснице. В народе считается, что это место обладает позитивной энергией. Там установлена фигура бога плодородия Пеко; её вытесал из дерева уроженец этих мест Ренальдо Веэбер (Renaldo Veeber).
- Фото: скульптура Пеко в деревне Колосова

На хуторе Вахтраору (Vahtraoru) работает «Мыловарня Старого Юри», где трудится единственный мастер-мыловар Сетумаа — Сильвер Хюдси (Silver Hüdsi). Мыловарня названа в честь его деда Юри. Дорога к хутору, идущая от посёлка Вярска, интересна тем, что на автомобильном или другом колёсном транспорте два раза придётся проехать по территории России, причём без необходимости получать визу.

## Происхождение топонима
По мнению эстонского языковеда Яака Симма, название деревни происходит от фамилии Колосов. Эта фамилия встречается в России уже в XV веке и происходит от старорусского личного имени Колос.

## Комментарии
1. ↑  Эстонские топонимы, оканчивающиеся на -а, не склоняются и не имеют женского рода (исключение — Нарва)[8].